# Natación en los Juegos Olímpicos de Londres 2012 – 800 metros estilo libre femenino
La prueba de 800 metros estilo libre femenino de natación olímpica en los Juegos Olímpicos de Londres 2012, tuvo lugar entre el 2 y 3 de agosto en el Centro Acuático de Londres.

## Récords
Antes de esta competición, los récords mundial y olímpico son de la británica Rebecca Adlington.
| Récord del Mundo | Rebecca Adlington (GBR) | 8:14.10 | Pekín, China | 16 de agosto de 2008 |
| Récord Olímpico  | Rebecca Adlington (GBR) | 8:14.10 | Pekín, China | 16 de agosto de 2008 |

## Resultados

### Series

#### Serie 1
| Rank | Línea | Nombre                | Nacionalidad              | Tiempo  | Notas |
| ---- | ----- | --------------------- | ------------------------- | ------- | ----- |
| 1    | 4     | Samantha Arévalo      | Ecuador (ECU)             | 8:49.21 | RN    |
| 2    | 5     | Pamela Benitez        | El Salvador (ESA)         | 9:02.66 |       |
| 3    | 6     | Danielle van den Berg | Aruba (ARU)               | 9:23.21 |       |
| 4    | 3     | Simona Marinova       | Macedonia del Norte (MKD) | 9:28.41 |       |

#### Serie 2
| Rank | Línea | Nombre             | Nacionalidad        | Tiempo  | Notas |
| ---- | ----- | ------------------ | ------------------- | ------- | ----- |
| 1    | 4     | Julia Hassler      | Liechtenstein (LIE) | 8:35.18 | RN    |
| 2    | 2     | Katya Bachrouche   | Líbano (LIB)        | 8:35:88 |       |
| 3    | 5     | Tjasa Oder         | Eslovenia (SLO)     | 8:41.82 |       |
| 4    | 6     | Patricia Castaneda | México (MEX)        | 8:44.44 |       |
| 5    | 3     | Nina Dittrich      | Austria (AUT)       | 8:45.41 |       |
| 6    | 7     | Cai Lin Khoo       | Malasia (MAS)       | 8:51.18 |       |
| 7    | 1     | Lynette Lim        | Singapur (SIN)      | 8:52.92 |       |
| 8    | 8     | Han Na-Kyeong      | Corea del Sur (KOR) | 8:57.26 |       |

#### Serie 3
| Rank | Línea | Nombre                 | Nacionalidad         | Tiempo  | Notas |
| ---- | ----- | ---------------------- | -------------------- | ------- | ----- |
| 1    | 4     | Katie Ledecky          | Estados Unidos (USA) | 8:23.84 | Q     |
| 2    | 5     | Mireia Belmonte García | España (ESP)         | 8:25.26 | Q     |
| 3    | 1     | Alexa Komarnycky       | Canadá (CAN)         | 8:28.11 |       |
| 4    | 3     | Wendy Trott            | Sudáfrica (RSA)      | 8:28.98 |       |
| 5    | 2     | Éva Risztov            | Hungría (HUN)        | 8:29.06 |       |
| 6    | 6     | Ellie Faulkner         | Reino Unido (GBR)    | 8:38.00 |       |
| 7    | 8     | Elena Sokolova         | Rusia (RUS)          | 8:42.73 |       |
| —    | 7     | Grainne Murphy         | Irlanda (IRL)        | —       | DNS   |

#### Serie 4
| Rank | Línea | Nombre          | Nacionalidad                  | Tiempo  | Notas |
| ---- | ----- | --------------- | ----------------------------- | ------- | ----- |
| 1    | 4     | Lotte Friis     | Dinamarca (DEN)               | 8:21.89 | Q     |
| 2    | 3     | Boglárka Kapás  | Hungría (HUN)                 | 8:26.43 | Q     |
| =    | 8     | Andreína Pinto  | Venezuela (VEN)               | 8:26.43 | RN, Q |
| 4    | 2     | Coralie Balmy   | Francia (FRA)                 | 8:27.15 | Q     |
| 5    | 7     | Kristel Köbrich | Chile (CHI)                   | 8:29.55 |       |
| 6    | 6     | Kylie Palmer    | Australia (AUS)               | 8:35.75 |       |
| 7    | 1     | Camelia Potec   | Rumania (ROU)                 | 8:38.44 |       |
| 8    | 5     | Xin Xin         | República Popular China (CHN) | 8:40.88 |       |

#### Serie 5
| Rank | Línea | Nombre                  | Nacionalidad                  | Tiempo  | Notas |
| ---- | ----- | ----------------------- | ----------------------------- | ------- | ----- |
| 1    | 4     | Rebecca Adlington       | Reino Unido (GBR)             | 8:21.78 | Q     |
| 2    | 6     | Lauren Boyle            | Nueva Zelanda (NZL)           | 8:25.91 | RN, Q |
| 3    | 3     | Shao Yiwen              | República Popular China (CHN) | 8:27.78 |       |
| 4    | 2     | Erika Villaecija Garcia | España (ESP)                  | 8:27.99 |       |
| 5    | 1     | Savannah King           | Canadá (CAN)                  | 8:29.72 |       |
| 6    | 8     | Cecilia Biagioli        | Argentina (ARG)               | 8:33.97 | RN    |
| 7    | 7     | Jessica Ashwood         | Australia (AUS)               | 8:37.21 |       |
| 8    | 5     | Kate Ziegler            | Estados Unidos (USA)          | 8:37.38 |       |

#### Sumario
| Rank | Serie | Línea | Nombre                  | Nacionalidad                  | Tiempo  | Notas |
| ---- | ----- | ----- | ----------------------- | ----------------------------- | ------- | ----- |
| 1    | 5     | 4     | Rebecca Adlington       | Reino Unido (GBR)             | 8:21.78 | Q     |
| 2    | 4     | 4     | Lotte Friis             | Dinamarca (DEN)               | 8:21.89 | Q     |
| 3    | 3     | 4     | Katie Ledecky           | Estados Unidos (USA)          | 8:23.84 | Q     |
| 4    | 3     | 5     | Mireia Belmonte García  | España (ESP)                  | 8:25.26 | Q     |
| 5    | 5     | 6     | Lauren Boyle            | Nueva Zelanda (NZL)           | 8:25.91 | RN, Q |
| 6    | 4     | 3     | Boglárka Kapás          | Hungría (HUN)                 | 8:26.43 | Q     |
| =    | 4     | 8     | Andreína Pinto          | Venezuela (VEN)               | 8:26.43 | RN, Q |
| 8    | 4     | 2     | Coralie Balmy           | Francia (FRA)                 | 8:27.15 | Q     |
| 9    | 5     | 3     | Shao Yiwen              | República Popular China (CHN) | 8:27.78 |       |
| 10   | 5     | 2     | Erika Villaecija Garcia | España (ESP)                  | 8:27.99 |       |
| 11   | 3     | 1     | Alexa Komarnycky        | Canadá (CAN)                  | 8:28.11 |       |
| 12   | 3     | 3     | Wendy Trott             | Sudáfrica (RSA)               | 8:28.98 |       |
| 13   | 3     | 2     | Éva Risztov             | Hungría (HUN)                 | 8:29.06 |       |
| 14   | 4     | 7     | Kristel Köbrich         | Chile (CHI)                   | 8:29.55 |       |
| 15   | 5     | 1     | Savannah King           | Canadá (CAN)                  | 8:29.72 |       |
| 16   | 5     | 8     | Cecilia Biagioli        | Argentina (ARG)               | 8:33.97 | RN    |
| 17   | 2     | 4     | Julia Hassler           | Liechtenstein (LIE)           | 8:35.18 | RN    |
| 18   | 4     | 6     | Kylie Palmer            | Australia (AUS)               | 8:35.75 |       |
| 19   | 2     | 2     | Katya Bachrouche        | Líbano (LIB)                  | 8:35:88 |       |
| 20   | 5     | 7     | Jessica Ashwood         | Australia (AUS)               | 8:37.21 |       |
| 21   | 5     | 5     | Kate Ziegler            | Estados Unidos (USA)          | 8:37.38 |       |
| 22   | 3     | 6     | Ellie Faulkner          | Reino Unido (GBR)             | 8:38.00 |       |
| 23   | 4     | 1     | Camelia Potec           | Rumania (ROU)                 | 8:38.44 |       |
| 24   | 4     | 5     | Xin Xin                 | República Popular China (CHN) | 8:40.88 |       |
| 25   | 2     | 5     | Tjasa Oder              | Eslovenia (SLO)               | 8:41.82 |       |
| 26   | 3     | 8     | Elena Sokolova          | Rusia (RUS)                   | 8:42.73 |       |
| 27   | 2     | 6     | Patricia Castaneda      | México (MEX)                  | 8:44.44 |       |
| 28   | 2     | 3     | Nina Dittrich           | Austria (AUT)                 | 8:45.41 |       |
| 29   | 1     | 4     | Samantha Arévalo        | Ecuador (ECU)                 | 8:49.21 | RN    |
| 30   | 2     | 7     | Cai Lin Khoo            | Malasia (MAS)                 | 8:51.18 |       |
| 31   | 2     | 1     | Lynette Lim             | Singapur (SIN)                | 8:52.92 |       |
| 32   | 2     | 8     | Han Na-Kyeong           | Corea del Sur (KOR)           | 8:57.26 |       |
| 33   | 1     | 5     | Pamela Benitez          | El Salvador (ESA)             | 9:02.66 |       |
| 34   | 1     | 6     | Danielle van den Berg   | Aruba (ARU)                   | 9:23.21 |       |
| 35   | 1     | 3     | Simona Marinova         | Macedonia del Norte (MKD)     | 9:28.41 |       |
| —    | 3     | 7     | Grainne Murphy          | Irlanda (IRL)                 | —       | DNS   |

### Final
| Puesto            | Línea | Nombre                 | Nacionalidad         | Tiempo  | Notas |
| ----------------- | ----- | ---------------------- | -------------------- | ------- | ----- |
| Medalla de oro    | 3     | Katie Ledecky          | Estados Unidos (USA) | 8:14.63 | RA    |
| Medalla de plata  | 6     | Mireia Belmonte García | España (ESP)         | 8:18.76 | RN    |
| Medalla de bronce | 4     | Rebecca Adlington      | Reino Unido (GBR)    | 8:20.32 |       |
| 4                 | 2     | Lauren Boyle           | Nueva Zelanda (NZL)  | 8:22.72 | RN    |
| 5                 | 5     | Lotte Friis            | Dinamarca (DEN)      | 8:23.86 |       |
| 6                 | 7     | Boglarka Kapas         | Hungría (HUN)        | 8:23.89 |       |
| 7                 | 8     | Coralie Balmy          | Francia (FRA)        | 8:29.26 |       |
| 8                 | 1     | Andreína Pinto         | Venezuela (VEN)      | 8:29.28 |       |